# يو إف سي 187
يو إف سي 187: جونسون ضد كورمييه (بالإنجليزية: UFC 187: Johnson vs. Cormier)‏ هو حدث لفنون القتال المختلطة نظمته يو إف سي، أُقيم في 23 مايو 2015، على إم جي إم جراند جاردن أرينا في لاس فيغاس، نيفادا، الولايات المتحدة.